# 多伦 (施塔德县)
多伦（德語：Dollern，發音：[ˈdɔlɐn]）是德国下萨克森州施塔德县的市镇，面积12.02平方千米，2023年12月31日人口为2,238人。